# Saint-Julien-l’Ars
Saint-Julien-l’Ars település Franciaországban, Vienne megyében. Lakosainak száma 2871 fő (2022. január 1.). Saint-Julien-l’Ars Jardres, Lavoux, Mignaloux-Beauvoir, Pouillé, Savigny-Lévescault, Sèvres-Anxaumont és Tercé községekkel határos.

## Fekvése
Saint-Julien-l'Ars városa a D951-es út mentén, Poitiers városközpontjától kilenc mérföldre keletre található.

## Története
A város területén a gall-római korból származó honfoglalás nyomai kerültek felszínre (műhelyek maradványai, egy faragott fej, stb.). A templom közelében egy meroving kori temetőt találtak.
Az itt található Saint Julien-i kastély a poitiers-i grófok tulajdonában volt, 964-ben a poitiers-i Szentháromság apátságnak adományozták, amely hűbérbe adta a Cléret családnak, akik a kastélyt eredetileg római keresztutak közelében és egy régi római castrum romjain építették fel, és a birtokot 1687-ig megtartották. A Chateau St. Julien l'Ars az 1860-as években Robert de Beauchamp által végzett átfogó felújítások után ma is áll. A birtokot ma a Gubelman család birtokolja és üzemelteti esküvői helyszínként, akik 2001-ben szerezték meg a birtokot.
1790 előtt Saint-Julien-l'Ars a Morthemer, Castellany és Poitiers főplébániához tartozott.
Saint-Julien-l'Ars üdvözölte a francia forradalom előrehaladását, és ennek jelképeként elültette a Szabadság fáját. Ez lett a forradalommal kapcsolatos összes nagyobb ünnep és esemény gyülekezőhelye, beleértve XVI. Lajos király kivégzésének évfordulóját is.
A 25. Vendémiaire II. évében (1793. október 16.) a Nemzeti Konvent rendelete értelmében a királyi hatalmat, feudalizmust vagy babonaságot tükröző nevű községeket felszólították, hogy változtassák meg nevüket; így a község neve La Reunionra változott.
Saint-Julien-l'Ars 1819. november 10-én egyesült Savigny-l'Evescault községgel. 1870. január 12-én újból önálló községgé lett.
Saint-Julien-l'Ars állomást 1883. június 18-án adta át az állam a Saint-Benoît-Blanc vasútvonal Mignaloux-Nouaille-Chauvigny szakaszának kihasználására.

## Népesség
A település népessége az elmúlt években az alábbi módon változott:
| Lakosok száma | 2491 | 2578 | 2665 | 2660 | 2721 | 2779 | 2838 | 2863 | 2871 |
|               | 2013 | 2015 | 2016 | 2017 | 2018 | 2019 | 2020 | 2021 | 2022 |